# Ljubertsy
Ljubertsy (russisk: Люберцы, tr. Ljubertsy) er en by i Moskva oblast i den Centrale føderale distrikt i Den Russiske Føderation. Byen har 236.339(2024) indbyggere. Ljubertsy blev grundlagt i 1623 .